# ICAO空港コードの一覧/KA-KF
ICAOコードによる空港の一覧：A - B - C - D - E - F - G - H - I - J - K（KA - KG - KN） - L - M - N - O - P - Q - R - S - T - U - V - W - X - Y - Z
この一覧では次のような形式で列挙する。
- ICAOコード（IATAコード）– 空港名 – 空港の所在地

## K – アメリカ合衆国
カテゴリと一覧も参照

### KA
- KAAA – ローガン郡空港（英語版） – リンカーン（英語版）, イリノイ州
- KAAF (AAF) – アパラチコラ市営空港（英語版） – アパラチコラ（英語版）, フロリダ州
- KAAO – コロネル・ジェームズ・ジャバラ空港（英語版） – ウィチタ, カンザス州
- KAAS – テイラー郡空港 – キャンベルズビル（英語版）, ケンタッキー州
- KAAT – アルトゥラス市営空港（英語版） – アルトゥラス, カリフォルニア州
- KABE (ABE) – リーハイ・バレー国際空港（英語版） – アレンタウン, ベスレヘム, イーストン, ペンシルベニア州
- KABI (ABI) – アビリーン地域空港（英語版） – アビリーン, テキサス州
- KABQ (ABQ) – アルバカーキ国際空港 – アルバカーキ, ニューメキシコ州
- KABR (ABR) – アバディーン地域空港（英語版） – アバディーン, サウスダコタ州
- KABY (ABY) – サウスウエストジョージア地域空港（英語版） – オールバニ, ジョージア州
- KACB (ACB) – アントリム郡空港（英語版） – ベルエア（英語版）, ミシガン州
- KACJ – ジミー・カーター地域空港（英語版）(サウザー・フィールド（英語版）) – アメリカス（英語版）, ジョージア州
- KACK (ACK) – ナンタケット記念空港（英語版） – ナンタケット, マサチューセッツ州
- KACP – アレン郡空港（英語版） – オークデール（英語版）, ルイジアナ州
- KACQ – ワセカ市営空港（英語版） – ワセカ（英語版）, ミネソタ州
- KACT (ACT) – ウェーコ地域空港（英語版） – ウェーコ, テキサス州
- KACV (ACV) – アーケータ＝ユーレカ空港（英語版） – アーケータ, カリフォルニア州
- KACY (ACY) – アトランティックシティ国際空港 – アトランティックシティ, ニュージャージー州
- KACZ – ヘンダーソン飛行場（英語版） – ウォレス（英語版）, ノースカロライナ州
- KADC – ワデナ市営空港（英語版） – ワデナ（英語版）, ミネソタ州
- KADG (ADG) – レンアウェイ郡空港（英語版） – エイドリアン, ミシガン州
- KADH (ADT) – エイダ市営空港（英語版） – エイダ（英語版）, オクラホマ州
- KADM (ADM) – アードモア市営空港（英語版） – アードモア（英語版）, オクラホマ州
- KADS (ADS) – アディソン空港（英語版） – アディソン（英語版）, テキサス州
- KADT – アトウッド・ローリンズ郡空港（英語版） – アトウッド（英語版）, カンザス州
- KADU – オーデュボン郡空港（英語版） – オーデュボン, アイオワ州
- KADW (ADW) – アンドルーズ空軍基地 – キャンプスプリングス（英語版）, メリーランド州
- KAEG – ダブルイーグルII空港（英語版） – アルバカーキ, ニューメキシコ州
- KAEJ – セントラル・コロラド地域空港（英語版） – ブエナビスタ, コロラド州
- KAEL (AEL) – アルバートリー市営空港（英語版） – アルバートリー（英語版）, ミネソタ州
- KAEX (AEX) – アレクサンドリア国際空港（英語版） – アレクサンドリア, ルイジアナ州
- KAFF (AFF) – 空軍士官学校飛行場 – コロラドスプリングス, コロラド州
- KAFJ (WSG) – ワシントン郡空港（英語版） – ワシントン, ペンシルベニア州
- KAFK – ネブラスカシティ市営空港（英語版） – ネブラスカシティ, ネブラスカ州
- KAFN (AFN) – ジャフリー空港 - シルバーランチ（英語版） – ジャフリー（英語版）, ニューハンプシャー州
- KAFO (AFO) – アフトン市営空港（英語版） – アフトン, ワイオミング州
- KAFP – アンソン郡空港（英語版） – ウェイズボロ（英語版）, ノースカロライナ州
- KAFW (AFW) – フォートワース・アライアンス空港（英語版） – フォートワース, テキサス州
- KAGC (AGC) – アレゲニー郡空港（英語版） – ウェストミフリン, ペンシルベニア州
- KAGO (AGO) – マグノリア市営空港（英語版） – マグノリア（英語版）, アーカンソー州
- KAGR – マクディル空軍基地補助飛行場（英語版） – エイボン・パーク（英語版）, フロリダ州
- KAGS (AGS) – オーガスタ地域空港（英語版） – オーガスタ, ジョージア州
- KAGZ – ワグナー市営空港（英語版） – ワグナー（英語版）, サウスダコタ州
- KAHC (AHC) – アメディー陸軍飛行場（英語版） – ハーロング（英語版）, カリフォルニア州
- KAHH (AHH) – アメリー市営空港（英語版） – アメリー（英語版）, ウィスコンシン州
- KAHN (AHN) – アセンズ-ベン・エップス空港（英語版） – アセンズ, ジョージア州
- KAHQ – ワフー市営空港（英語版） – ワフー（英語版）, ネブラスカ州
- KAIA (AIA) – アライアンス市営空港（英語版） – アライアンス（英語版）, ネブラスカ州
- KAIB – ホプキンス＝モントローズ郡空港 – ヌクラ（英語版）, コロラド州
- KAID (AID) – アンダーソン市営空港（英語版） (Darlington Field) – アンダーソン, インディアナ州
- KAIG – ラングレード郡空港（英語版） – アンティゴ（英語版）, ウィスコンシン州
- KAIK (AIK) – エイキン地域空港（英語版） – エイキン, サウスカロライナ州
- KAIO (AIO) – アトランティック市営空港（英語版） – アトランティック（英語版）, アイオワ州
- KAIT – エイキン市営空港（英語版） (Steve Kurtz Field) – エイキン（英語版）, ミネソタ州
- KAIV (AIV) – ジョージ・ダウナー空港（英語版） – アリスビル（英語版）, アラバマ州
- KAIY (AIY) – アトランティックシティ市営空港（英語版） (ベイダー・フィールド) – アトランティックシティ, ニュージャージー州 (2006年閉鎖)
- KAIZ (AIZ) – Lee C. Fine Memorial Airport（英語版） – Lake Ozark（英語版）
- KAJG – Mount Carmel Municipal Airport – Mount Carmel（英語版）
- KAJO – コロナ市営空港（英語版） – コロナ, カリフォルニア州
- KAJR – ハーバーシャム郡空港（英語版） – Cornelia（英語版）
- KAJZ – Blake Field – Delta（英語版）
- KAKH – ガストニア市営空港（英語版） – ガストニア
- KAKO (AKO) – Colorado Plains地域空港（英語版） – アクロン（英語版）, コロラド州
- KAKQ – Wakefield Municipal Airport – Wakefield（英語版）
- KAKR (AKC) – アクロン・フルトン国際空港（英語版） – アクロン, オハイオ州
- KALB (ALB) – オールバニ国際空港 – オールバニ, ニューヨーク州
- KALI (ALI) – アリス国際空港（英語版） – アリス（英語版）
- KALK - Airstrip west of Libby AAF See KFHU
- KALM (ALM) – Alamogordo-White Sands地域空港（英語版） – アラモゴード, ニューメキシコ州
- KALN (ALN) – セントルイス地域空港（英語版） – オールトン
- KALO (ALO) – ウォータールー地方空港 – ウォータールー, アイオワ州
- KALS (ALS) – San Luis Valley地域空港（英語版） – Alamosa（英語版）
- KALW (ALW) – ワラワラ地域空港（英語版） – ワラワラ, ワシントン州
- KALX (ALX) – Thomas C. Russell Field（英語版） – Alexander City（英語版）
- KAMA (AMA) – リック・ハズバンド・アマリロ国際空港 – アマリロ, テキサス州
- KAMG – Bacon County Airport – Alma（英語版）
- KAMN (AMN) – Gratiot Community Airport（英語版） – Alma（英語版）
- KAMT – Alexander Salamon Airport（英語版） – West Union（英語版）
- KAMW (AMW) – エイムズ市営空港（英語版） – エイムズ, アイオワ州
- KANB (ANB) – アニストン都市圏空港（英語版） – アニストン, アラバマ州
- KAND (AND) – アンダーソン地域空港（英語版） – アンダーソン, サウスカロライナ州
- KANE – Anoka County-Blaine Airport（英語版） (Janes Field) – ミネアポリス, ミネソタ州
- KANJ – スーセントマリー市営空港（英語版） (Sanderson Field) – スーセントマリー, ミシガン州
- KANK – Harriet Alexander Field（英語版） – Salida（英語版）
- KANP (ANP) – リー空港（英語版） – アナポリス, メリーランド州
- KANQ (ANQ) – トライ＝ステート・スチューベン郡空港（英語版） – Angola（英語版）
- KANW (ANW) – Ainsworth市営空港（英語版） – Ainsworth（英語版）
- KANY (ANY) – Anthony市営空港（英語版） – Anthony（英語版）
- KAOC – Arco Butte County Airport – アルコ, アイダホ州
- KAOH (AOH) – ライマ・アレン郡空港（英語版） – ライマ, オハイオ州
- KAOO (AOO) – アルトゥーナ＝ブレア郡空港（英語版） – アルトゥーナ, ペンシルベニア州
- KAOV – Ava Bill Martin Memorial Airport（英語版） – Ava（英語版）
- KAPA (APA) – センテニアル空港（英語版） – センテニアル, コロラド州 (デンバー近郊)
- KAPC (APC) – ナパ郡空港 – ナパ, カリフォルニア州
- KAPF (APF) – ネイプルズ市営空港（英語版） – ネイプルズ, フロリダ州
- KAPG (APG) – Phillips Army Airfield（英語版） – アバディーン性能試験場, メリーランド州
- KAPH (APH) – A.P. Hill Army Airfield（英語版） – Fort A.P. Hill（英語版）, バージニア州
- KAPN (APN) – アルピーナ郡地域空港（英語版） – アルピーナ
- KAPT (APT) – Marion County Airport (Tennessee)（英語版） (Brown Field) – Jasper, Tennessee（英語版）
- KAPV (APV) – Apple Valley Airport (California)（英語版） – Apple Valley（英語版）
- KAQO – Llano市営空港（英語版） – Llano（英語版）
- KAQP – Appleton Municipal Airport – Appleton（英語版）
- KAQR – Atoka市営空港（英語版） – Atoka（英語版）
- KAQW – Harriman-and-West Airport（英語版） – ノースアダムズ
- KARA (ARA) – Acadiana地域空港（英語版） – New Iberia（英語版）
- KARB (ARB) – アナーバー市営空港（英語版） – アナーバー, ミシガン州
- KARG (ARG) – Walnut Ridge地域空港（英語版） – Walnut Ridge（英語版）
- KARM (WHT) – Wharton地域空港（英語版） – Wharton（英語版）
- KARR (AUZ) – オーロラ市営空港（英語版） – オーロラ, イリノイ州
- KART (ART) – ウォータータウン国際空港 – ウォータータウン, ニューヨーク州
- KARV (ARV) – レイクランド空港（英語版） (Noble F. Lee Memorial Field) – Minocqua, Wisconsin（英語版） / Woodruff, Wisconsin（英語版）
- KARW (BFT) – ビューフォート郡空港（英語版） – ビューフォート郡, サウスカロライナ州
- KASD – Slidell Airport（英語版） – Slidell（英語版）
- KASE (ASE) – アスペン＝ピトキン郡空港（英語版） – アスペン, コロラド州
- KASG (SPZ) – スプリングデール市営空港（英語版） – スプリングデール, アーカンソー州
- KASH (ASH) – Boire Field（英語版） – ナシュア, ニューハンプシャー州
- KASJ – Tri-County Airport (North Carolina)（英語版） – Ahoskie（英語版）
- KASL (ASL) – Harrison County Airport (Texas)（英語版） – マーシャル, テキサス州
- KASN (ASN) – Talladega市営空港（英語版） – Talladega（英語版）
- KAST (AST) – アストリア地域空港（英語版） – アストリア, オレゴン州
- KASW – Warsaw Municipal Airport (Indiana)（英語版） – Warsaw（英語版）
- KASX (ASX) – John F. Kennedy Memorial Airport（英語版） – アシュランド（英語版）, ウィスコンシン州
- KASY (ASY) – Ashley市営空港（英語版） – Ashley（英語版）
- KATA – Hall-Miller Municipal Airport – アトランタ（英語版）, テキサス州
- KATL (ATL) – ハーツフィールド・ジャクソン・アトランタ国際空港 – アトランタ, ジョージア州
- KATS (ATS) – Artesia市営空港（英語版） – Artesia（英語版）
- KATW (ATW) – Outagamie County地域空港（英語版） – グリーンビル（英語版） (アップルトン近郊)
- KATY (ATY) – ウォータータウン地域空港（英語版） – ウォータータウン, サウスダコタ州
- KAUG (AUG) – オーガスタ州空港（英語版） – オーガスタ, メイン州
- KAUH – オーロラ市営空港（英語版） (Al Potter Field) – オーロラ（英語版）, ネブラスカ州
- KAUM (AUM) – オースティン市営空港（英語版） – オースティン, ミネソタ州
- KAUN (AUN) – オーバーン市営空港 (カリフォルニア州)（英語版） – オーバーン, カリフォルニア州
- KAUO (AUO) – オーバーン大学地域空港（英語版） – オーバーン, アラバマ州
- KAUS (AUS) – オースティン・バーグストロム国際空港 – オースティン, テキサス州
- KAUW (AUW) – Wausau Downtown Airport（英語版） – ウォーソー
- KAVC – Mecklenburg-Brunswick Regional Airport – South Hill（英語版）
- KAVK – Alva地域空港（英語版） – Alva（英語版）
- KAVL (AVL) – アシュビル地域空港（英語版） – Fletcher（英語版） (アシュビル近郊)
- KAVO (AVO) – Avon Park Executive Airport（英語版） – Avon Park（英語版）
- KAVP (AVP) – ウィルクスバリ・スクラントン国際空港 – Avoca（英語版）
- KAVQ (AVW) – Marana地域空港（英語版） – Marana（英語版） (ツーソン近郊)
- KAVX (CIB) – カタリナ空港（英語版） – アバロン, カリフォルニア州 / サンタカタリナ島
- KAWG – ワシントン市営空港 – ワシントン（英語版）
- KAWM (AWM) – ウエストメンフィス市営空港（英語版） – ウエストメンフィス（英語版）
- KAWO – アーリントン市営空港 (ワシントン州)（英語版） – アーリントン, ワシントン州
- KAXA (AXG) – Algona市営空港（英語版） – Algona（英語版）
- KAXH – Houston Southwest Airport（英語版） – ヒューストン, テキサス州
- KAXN (AXN) – Chandler Field（英語版） – アレクサンドリア（英語版）
- KAXQ – クラリオン郡空港（英語版） – クラリオン（英語版）
- KAXS (AXS) – Altus/Quartz Mountain地域空港（英語版） – アルタス（英語版）, オクラホマ州
- KAXV (AXV) – Neil Armstrong Airport（英語版） – Wapakoneta（英語版）
- KAXX (AXX) – Angel Fire Airport – Angel Fire（英語版）
- KAYS (AYS) – ウェイクロス＝ウェア郡空港（英語版） – ウェイクロス（英語版）
- KAYX – アーノルド空軍基地 – Tullahoma（英語版）
- KAZC – コロラドシティ市営空港（英語版） – コロラドシティ（英語版）
- KAZE – ヘイゼルハースト空港 – ヘイゼルハースト（英語版）
- KAZO (AZO) – カラマズー/バトルクリーク国際空港（英語版） – カラマズー / バトルクリーク, ミシガン州
- KAZU – Arrowhead Assault Strip – Fort Chaffee（英語版）

### KB
- KBAB (BAB) – ビール空軍基地 – メアリーズビル, カリフォルニア州
- KBAC - バーンズ郡市営空港 - Valley City, North Dakota（英語版）
- KBAD (BAD) – バークスデール空軍基地 – ボージャーシティ
- KBAF (BAF) – バーンズ市営空港（英語版） – ウェストフィールド / スプリングフィールド, マサチューセッツ州
- KBAK (CLU) – コロンバス市営空港（英語版） – コロンバス, インディアナ州
- KBAM (BAM) – Battle Mountain Airport（英語版） – バトル・マウンテン
- KBAN - Bryant Field (airport)（英語版） - ブリッジポート, カリフォルニア州
- KBAX – Huron County Memorial Airport（英語版） – バッドアックス, ミシガン州
- KBAZ – ニューブローンフェルズ市営空港（英語版） – ニューブローンフェルズ, テキサス州
- KBBB (BBB) – Benson Municipal Airport (Minnesota)（英語版） – Benson（英語版）
- KBBD – Curtis Field（英語版） – Brady（英語版）
- KBBG (BKG) – ブランソン空港（英語版） (currently unnamed) – Hollister, Missouri（英語版） – ブランソン, ミズーリ州
- KBBP (BTN) – Marlboro County Jetport（英語版） (H.E. Avent Field) – Bennettsville, South Carolina（英語版）
- KBBW (BBW) – Broken Bow市営空港（英語版） – Broken Bow（英語版）
- KBCB (BCB) – VirginiaTech/Montgomery Executive Airport（英語版） – ブラックスバーグ, バージニア州
- KBCE (BCE) – ブライス・キャニオン空港 – ブライスキャニオン国立公園, ユタ州
- KBCK – Black River Falls Area Airport（英語版） – Black River Falls（英語版）
- KBCT (BCT) – ボカラトン空港（英語版） – ボカラトン, フロリダ州
- KBDE (BDE) – Baudette国際空港（英語版） – Baudette（英語版）
- KBDG (BDG) – Blanding市営空港（英語版） – Blanding（英語版）
- KBDJ – Boulder Junction Airport（英語版） – Boulder Junction（英語版）
- KBDL (BDL) – ブラッドレー国際空港 – Windsor Locks（英語版） (ハートフォード近郊)
- KBDN - ベンド市営空港（英語版） - ベンド, オレゴン州
- KBDQ – Morrilton市営空港（英語版） – Morrilton（英語版）
- KBDR (BDR) – Igor I. Sikorsky Memorial Airport（英語版） – ブリッジポート, コネチカット州
- KBDU – ボルダー市営空港（英語版） – ボルダー, コロラド州
- KBEC (BEC) – Beech Factory Airport（英語版） – ウィチタ
- KBED (BED) – ハンスコム・フィールド（英語版） – Bedford（英語版）
- KBEH (BEH) – サウスウエストミシガン地域空港（英語版） – Benton Harbor（英語版）
- KBFA – Boyne Mountain Airport – Boyne Falls（英語版）
- KBFD (BFD) – Bradford地域空港（英語版） – Bradford（英語版）
- KBFE – テリー郡空港 – Brownfield（英語版）
- KBFF (BFF) – Western Nebraska地域空港（英語版） (William B. Heilig Field) – Scottsbluff, Nebraska（英語版）
- KBFI (BFI) – キング郡国際空港 – シアトル
- KBFK – バッファロー市営空港（英語版） – バッファロー（英語版）
- KBFL (BFL) – Meadows Field Airport（英語版） – ベーカーズフィールド, カリフォルニア州
- KBFM (BFM) – モービル・ダウンタウン空港（英語版） – モービル, アラバマ州
- KBFR (BFR) – Virgil I. Grissom市営空港（英語版） – Bedford（英語版）
- KBFW – Silver Bay市営空港（英語版） – Silver Bay（英語版）
- KBGD – ハッチンソン郡空港（英語版） – Borger（英語版）
- KBGE (BGE) – Decatur County Industrial Air Park（英語版） – Bainbridge（英語版）
- KBGF – ウィンチェスター市営空港（英語版） – ウィンチェスター（英語版）, テネシー州
- KBGM (BGM) – Greater Binghamton Airport（英語版） – ビンガムトン
- KBGR (BGR) – バンゴー国際空港（英語版） – バンゴー, メイン州
- KBHB (BHB) – Hancock County-Bar Harbor Airport（英語版） – Bar Harbor（英語版）
- KBHC – Baxley Municipal Airport – Baxley（英語版）
- KBHK – Baker市営空港（英語版） – Baker（英語版）
- KBHM (BHM) – バーミングハム＝シャトルズワース国際空港 – バーミングハム, アラバマ州
- KBID (BID) – ブロック島州空港（英語版） – ブロック島, ロードアイランド州
- KBIE – Beatrice市営空港（英語版） – Beatrice（英語版）
- KBIF (BIF) – Biggs Army Airfield（英語版） – Fort Bliss（英語版）, エルパソ, テキサス州
- KBIH (BIH) – Eastern Sierra地域空港（英語版） – ビショップ, カリフォルニア州
- KBIL (BIL) – ビリングス・ローガン国際空港 – ビリングス, モンタナ州
- KBIS (BIS) – ビスマーク市営空港（英語版） – ビスマーク, ノースダコタ州
- KBIV (BIV) – ウエストミシガン地域空港（英語版） – ホランド
- KBIX (BIX) – キースラー空軍基地（英語版） – ビロクシ, ミシシッピ州
- KBJC (BJC) – ジェフコ空港 – デンバー
- KBJI (BJI) – Bemidji地域空港（英語版） – Bemidji（英語版）
- KBJJ (BJJ) – ウェイン郡空港（英語版） – ウースター
- KBJN - Tonopah Test Range Airport（英語版） - Tonopah, Nevada（英語版）
- KBKD – スティーブンズ郡空港 – Breckenridge（英語版）
- KBKE (BKE) – ベーカーシティ市営空港（英語版） – ベーカーシティ, オレゴン州
- KBKF – バックリー宇宙軍基地（英語版） – オーロラ, コロラド州
- KBKL (BKL) – クリーブランド・バーク・レイクフロント空港 – クリーブランド, オハイオ州
- KBKN - Blackwell-Tonkawa市営空港（英語版） - Blackwell, Oklahoma（英語版）
- KBKS – ブルックス郡空港 – Falfurrias（英語版）
- KBKT (BKT) – Allen C. Perkinson Airport（英語版） / Blackstone Army Airfield（英語版） – Blackstone（英語版）
- KBKV – ヘルナンド郡空港（英語版） – Brooksville（英語版）
- KBKW (BKW) – Beckley Raleigh County Memorial Airport（英語版） – ベックリー
- KBKX (BKX) – ブルッキングズ市営空港（英語版） – ブルッキングズ, サウスダコタ州
- KBLF (BLF) – マーサー郡空港（英語版） – ブルーフィールド
- KBLH (BLH) – ブライス空港（英語版） – ブライス, カリフォルニア州
- KBLI (BLI) – ベリンハム国際空港（英語版） – ベリンハム, ワシントン州
- KBLM (BLM) – Monmouth Executive Airport（英語版） – Belmar（英語版） / Farmingdale, New Jersey（英語版）
- KBLU – Blue Canyon-Nyack Airport（英語版） – Emigrant Gap（英語版）
- KBLV (BLV) – MidAmerica St. Louis Airport（英語版） / スコット空軍基地 – ベルビル, イリノイ州
- KBMC (BMC) – Brigham City Airport（英語版） – Brigham City（英語版）
- KBMG (BMG) – モンロー郡空港（英語版） – ブルーミントン, インディアナ州
- KBMI (BMI) – Central Illinois地域空港（英語版） – ブルーミントン, イリノイ州
- KBML (BML) – バーリン地域空港（英語版） – バーリン, ニューハンプシャー州
- KBMQ – Burnet市営空港（英語版） (Kate Craddock Field) – Burnet, Texas（英語版）
- KBMT (BMT) – ボーモント市営空港（英語版） – ボーモント, テキサス州
- KBNA (BNA) – ナッシュビル国際空港 – ナッシュビル
- KBNG (BNG) – Banning市営空港（英語版） – Banning（英語版）
- KBNL – バーンウェル郡空港 – バーンウェル（英語版）
- KBNO (BNO) – バーンズ市営空港（英語版） – バーンズ
- KBNW – ブーン市営空港（英語版） – ブーン（英語版）
- KBOI (BOI) – ボイシ空港 (Gowen Field) – ボイシ
- KBOK – ブルッキングズ州空港 – ブルッキングズ, オレゴン州
- KBOS (BOS) – ジェネラル・エドワード・ローレンス・ローガン国際空港 – ボストン
- KBOW (BOW) – Bartow市営空港（英語版） – Bartow（英語版）
- KBPG – Big Spring McMahon-Wrinkle Airport（英語版） – Big Spring（英語版）
- KBPI (BPI) – Big Piney-Marbleton Airport（英語版） – Big Piney（英語版）
- KBPK (WMH) – オザーク地域空港（英語版） (formerly Baxter County Regional Airport) – Mountain Home, Arkansas（英語版）
- KBPP (BWM) – Bowman市営空港（英語版） – Bowman（英語版）
- KBPT (BPT) – Southeast Texas地域空港（英語版） – Nederland（英語版） (ボーモントとポートアーサー近郊)
- KBQK (BQK) – Brunswick Golden Isles Airport（英語版） – ブランズウィック, ジョージア州
- KBQR (BQR) – バッファロー＝ランカスター空港（英語版） – ランカスター（英語版）
- KBRD (BRD) – Brainerd Lakes地域空港（英語版） – Brainerd（英語版）
- KBRL (BRL) – サウスイースト・アイオワ地域空港（英語版） – バーリントン, アイオワ州
- KBRO (BRO) – Brownsville/South Padre Island国際空港（英語版） – ブラウンズビル, テキサス州
- KBRY – Samuels Field（英語版） – Bardstown（英語版）
- KBST – ベルファスト市営空港（英語版） – ベルファスト
- KBTA - Blair Municipal Airport - Blair, Nebraska（英語版）
- KBTF (BTF) – Skypark Airport（英語版） – Bountiful（英語版）
- KBTL (BTL) – W. K. Kellogg Airport（英語版） – バトルクリーク, ミシガン州
- KBTM (BTM) – Bert Mooney Airport（英語版） – ビュート, モンタナ州
- KBTN – Britton市営空港（英語版） – Britton（英語版）
- KBTP (BTP) – バトラー郡空港（英語版） (K.W. Scholter Field) – バトラー
- KBTR (BTR) – バトンルージュ・メトロポリタン空港 – バトンルージュ
- KBTV (BTV) – バーリントン国際空港 – バーリントン, バーモント州
- KBTY (BTY) – Beatty Airport（英語版） – Beatty（英語版）
- KBUB – Cram Field – Burwell（英語版）
- KBUF (BUF) – バッファロー・ナイアガラ国際空港 – バッファロー, ニューヨーク州
- KBUM – バトラー記念空港 – バトラー（英語版）
- KBUR (BUR) – ハリウッド・バーバンク空港 – バーバンク, カリフォルニア州
- KBUU – バーリントン市営空港（英語版） – バーリントン（英語版）
- KBUY – Burlington-Alamance地域空港（英語版） – バーリントン
- KBVI (BFP) – ビーバー郡空港（英語版） – Beaver Falls（英語版）
- KBVN – Albion市営空港（英語版） – Albion（英語版）
- KBVO (BVO) – Bartlesville市営空港（英語版） – Bartlesville（英語版）
- KBVS (MVW) – Skagit地域空港（英語版） – バーリントン（英語版） & マウントバーノン, ワシントン州
- KBVU - Boulder City市営空港（英語版） - Boulder City, Nevada（英語版）
- KBVX (BVX) – Batesville地域空港（英語版） – Batesville（英語版）
- KBVY (BVY) – ビバリー市営空港（英語版） – ビバリー
- KBWC (BWC) – Brawley市営空港（英語版） – Brawley（英語版）
- KBWD (BWD) – Brownwood地域空港（英語版） – Brownwood（英語版）
- KBWG (BWG) – ボーリンググリーン＝ウォーレン郡地域空港（英語版） – ボーリンググリーン, ケンタッキー州
- KBWI (BWI) – ボルチモア・ワシントン国際空港 – ボルチモア & ワシントンD.C.
- KBWP – Harry Stern Airport（英語版） – Wahpeton（英語版）
- KBXA (BXA) – George R. Carr Memorial Airfield – Bogalusa（英語版）
- KBXG – バーク郡空港 – Waynesboro（英語版）
- KBXK (BXK) – Buckeye市営空港（英語版） – Buckeye（英語版）
- KBXM (BXM) – Brunswick Executive Airport（英語版） Naval Air Station Brunswick（英語版） – ブランズウィック
- KBYG (BYG) – ジョンソン郡空港 – バッファロー（英語版）
- KBYH (BYH) – アーカンソー国際空港 – Blytheville（英語版）
- KBYI (BYI) – Burley市営空港（英語版） – Burley（英語版）
- KBYS – Bicycle Lake Army Airfield（英語版） (Fort Irwin) – Barstow, California（英語版）
- KBYY (BBC) – ベイシティ市営空港（英語版） – ベイシティ, テキサス州
- KBZN (BZN) – Gallatin Field Airport（英語版） – ボーズマン, モンタナ州

### KC
- KCAD (CAD) – Wexford郡空港（英語版） – Cadillac（英語版）
- KCAE (CAE) – コロンビア都市圏空港（英語版） – ウェストコロンビア (コロンビア近郊)
- KCAG (CIG) – Craig-Moffat Airport（英語版） – Craig（英語版）
- KCAK (CAK) – Akron-Canton地域空港（英語版） – アクロン, オハイオ州 (カントン近郊)
- KCAO (CAO) – Clayton Municipal Airpark（英語版） – クレイトン, ニューメキシコ州
- KCAR (CAR) – カリブー市営空港（英語版） – カリブー
- KCAV – Clarion市営空港（英語版） – Clarion（英語版）
- KCBE (CBE) – Greater Cumberland地域空港（英語版） – カンバーランド, メリーランド州
- KCBF (CBF) – カウンシルブラフス市営空港（英語版） – カウンシルブラフス
- KCBG – ケンブリッジ市営空港（英語版） – ケンブリッジ（英語版）
- KCBK (CBK) – Shalz Field（英語版） – Colby（英語版）
- KCBM (CBM) – コロンバス空軍基地（英語版） – コロンバス
- KCCA – クリントン市営空港（英語版） – クリントン（英語版）
- KCCB (CCB) – Cable Airport（英語版） – Upland（英語版）
- KCCO – Newnan-Coweta郡空港（英語版） – Newnan（英語版）
- KCCR (CCR) – Buchanan Field Airport（英語版） – コンコード, カリフォルニア州
- KCCY (CCY) – Northeast Iowa地域空港（英語版） – Charles City（英語版）
- KCDA (LLX) – Caledonia郡空港（英語版） – Lyndonville（英語版）
- KCDC (CDC) – シーダーシティ地域空港（英語版） – シーダーシティ, ユタ州
- KCDD – Scotts Seaplane Base（英語版） – Crane Lake（英語版）
- KCDH – Harrell Field（英語版） – Camden（英語版）
- KCDI – ケンブリッジ市営空港（英語版） – ケンブリッジ（英語版）
- KCDK (CDK) – George T. Lewis Airport（英語版） – Cedar Key（英語版）
- KCDN (CDN) – Woodward Field (airport)（英語版） – カムデン
- KCDR (CDR) – Chadron市営空港（英語版） – Chadron（英語版）
- KCDS (CDS) – Childress市営空港（英語版） – Childress（英語版）
- KCDW (CDW) – エセックス郡空港（英語版） – コールドウェル（英語版）, ニュージャージー州
- KCEA (CEA) – Cessna Aircraft Field（英語版） – ウィチタ
- KCEC (CEC) – Jack McNamara Field（英語版） – クレセントシティ, カリフォルニア州
- KCEF (CEF) – Westover Metropolitan Airport（英語版） / Westover Air Reserve Base（英語版） – スプリングフィールド, マサチューセッツ州 / チコピー
- KCEK – Crete Municipal Airport – Crete（英語版）
- KCEU (CEU) – Oconee County地域空港（英語版） – クレムソン
- KCEV (CEV) – Mettel Field（英語版） – Connersville（英語版）
- KCEW (CEW) – Bob Sikes Airport（英語版） – Crestview（英語版）
- KCEY (CEY) – Murray-Calloway郡空港（英語版） – マレー, ケンタッキー州
- KCEZ (CEZ) – Cortez市営空港（英語版） – Cortez（英語版）
- KCFD (CFD) – Coulter Field（英語版） – ブライアン, テキサス州
- KCFE – バッファロー市営空港（英語版） – バッファロー（英語版）
- KCFJ – Crawfordsville市営空港（英語版） – Crawfordsville（英語版）
- KCFS – Tuscola Area Airport（英語版） – Caro（英語版）
- KCFT (CFT) – Greenlee郡空港（英語版） – Clifton（英語版） / Morenci, Arizona（英語版）
- KCFV (CFV) – Coffeyville市営空港（英語版） – Coffeyville（英語版）
- KCGC – Crystal River Airport（英語版） – Crystal River（英語版）
- KCGE (CGE) – Cambridge-Dorchester Airport（英語版） – ケンブリッジ
- KCGF (CGF) – Cuyahoga郡空港（英語版） – クリーブランド, オハイオ州
- KCGI (CGI) – ケープジラード地域空港（英語版） – ケープジラード, ミズーリ州
- KCGS (CGS) – カレッジパーク空港（英語版） – カレッジパーク
- KCGZ (CGZ) – Casa Grande市営空港（英語版） – Casa Grande（英語版）
- KCHA (CHA) – チャタヌーガ都市圏空港（英語版） – チャタヌーガ
- KCHD – チャンドラー市営空港（英語版） – チャンドラー, アリゾナ州
- KCHK (CHK) – Chickasha市営空港（英語版） – Chickasha（英語版）
- KCHN – Wauchula市営空港（英語版） – Wauchula（英語版）
- KCHO (CHO) – Charlottesville-Albemarle Airport（英語版） – シャーロッツビル
- KCHQ – ミシシッピ郡空港（英語版） – チャールストン（英語版）
- KCHS (CHS) – チャールストン国際空港 (チャールストン空軍基地（英語版）) – チャールストン, サウスカロライナ州
- KCHT – チリコシー市営空港 – チリコシー, ミズーリ州
- KCHU – Houston County Airport (Minnesota)（英語版） – Caledonia（英語版）
- KCIC (CIC) – チコ市営空港（英語版） – チコ, カリフォルニア州
- KCID (CID) – イースタン・アイオワ空港 – シーダーラピッズ
- KCII – Choteau Airport（英語版） – Choteau（英語版）
- KCIN (CIN) – Arthur N. Neu Airport（英語版） – Carroll（英語版）
- KCIR – カイロ地域空港 – カイロ, イリノイ州
- KCIU (CIU) – Chippewa County国際空港（英語版） – スーセントマリー, ミシガン州
- KCJJ – Ellen Church Field – Cresco（英語版）
- KCJR – カルペパー地域空港（英語版） – カルペパー, バージニア州
- KCKA (CKA) – Kegelman Air Force Auxiliary Field（英語版） – Cherokee（英語版）
- KCKB (CKB) – Harrison/Marion地域空港（英語版） – クラークスバーグ
- KCKC (GRM) – Grand Marais/Cook郡空港（英語版） – Grand Marais（英語版）
- KCKF (CKF) – Crisp County-Cordele Airport（英語版） – Cordele（英語版）
- KCKI – Williamsburg地域空港（英語版） – Kingstree（英語版）
- KCKM – Fletcher Municipal Airport (Fletcher Field) – クラークスデール, ミシシッピ州
- KCKN (CKN) – Crookston市営空港（英語版） – Crookston（英語版）
- KCKP – Cherokee Municipal Airport – Cherokee（英語版）
- KCKV (CKV) – Outlaw Field（英語版） – クラークスビル, テネシー州
- KCLE (CLE) – クリーブランド・ホプキンス国際空港 – クリーブランド, オハイオ州
- KCLI (CLI) – Clintonville市営空港（英語版） – Clintonville（英語版）
- KCLK – クリントン地域空港（英語版） – クリントン（英語版）
- KCLL (CLL) – Easterwood Airport（英語版） – カレッジステーション, テキサス州
- KCLM (CLM) – William R. Fairchild国際空港（英語版） – ポートエンジェルス, ワシントン州
- KCLR (CLR) – Cliff Hatfield Memorial Airport（英語版） – Calipatria（英語版）
- KCLS (CLS) – Chehalis-Centralia Airport – Chehalis（英語版）
- KCLT (CLT) – シャーロット・ダグラス国際空港 – シャーロット, ノースカロライナ州
- KCLW (CLW) – Clearwater Air Park（英語版） – クリアウォーター
- KCMA – カマリロ空港（英語版） – カマリロ
- KCMH (CMH) – ポート・コロンバス国際空港 – コロンバス, オハイオ州
- KCMI (CMI) – University of Illinois Willard Airport（英語版） – Savoy（英語版） (Champaign-Urbana（英語版） area)
- KCMR – H.A. Clark Memorial Field（英語版） – ウィリアムズ, アリゾナ州
- KCMX (CMX) – Houghton County Memorial Airport（英語版） – Hancock（英語版）
- KCMY (CMY) – Sparta/Fort McCoy Airport（英語版） – Sparta（英語版）
- KCNC – Chariton Municipal Airport – Chariton（英語版）
- KCNH (CNH) – クレアモント市営空港（英語版） – クレアモント
- KCNK (CNK) – Blosser市営空港（英語版） – Concordia（英語版）
- KCNM (CNM) – Cavern City Air Terminal（英語版） – カールズバッド, ニューメキシコ州
- KCNO (CNO) – チノ空港（英語版） – チノ
- KCNP – Billy G. Ray Field – Chappell（英語版）
- KCNU (CNU) – Chanute Martin Johnson Airport（英語版） – Chanute（英語版）
- KCNW (CNW) – TSTCウェーコ空港（英語版） – ウェーコ, テキサス州
- KCNY (CNY) – Canyonlands Field（英語版） – モアブ, ユタ州
- KCOD (COD) – Yellowstone地域空港（英語版） – コーディ, ワイオミング州
- KCOE (COE) – Coeur d'Alene Air Terminal（英語版） – コー・ダリーン, アイダホ州
- KCOF (COF) – パトリック宇宙軍基地（英語版） – ココアビーチ, フロリダ州
- KCOI (COI) – メリット島空港（英語版） – メリット島
- KCOM – Coleman市営空港（英語版） – Coleman（英語版）
- KCON (CON) – コンコード市営空港（英語版） – コンコード, ニューハンプシャー州
- KCOQ – Cloquet Carlton郡空港（英語版） – Cloquet（英語版）
- KCOS (COS) – コロラドスプリングス市営空港 / ピーターソン宇宙軍基地 – コロラドスプリングス, コロラド州
- KCOT (COT) – Cotulla-La Salle郡空港（英語版） – Cotulla（英語版）
- KCOU (COU) – コロンビア地域空港（英語版） – コロンビア, ミズーリ州
- KCPC – コロンバス郡市営空港（英語版） – Whiteville（英語版）
- KCPK – Chesapeake地域空港（英語版） – ノーフォーク, バージニア州
- KCPM (CPM) – Compton/Woodley Airport（英語版） – コンプトン, カリフォルニア州
- KCPR (CPR) – Natrona County国際空港（英語版） – キャスパー, ワイオミング州
- KCPS (CPS) – St. Louis Downtown Airport（英語版） – Cahokia（英語版） (セントルイス近郊)
- KCPT – Cleburne市営空港（英語版） – Cleburne（英語版）
- KCPU (CPU) – Calaveras郡空港（英語版） (Maury Rasmussen Field) – サンアンドレアス, カリフォルニア州
- KCQA – Lakefield Airport – Celina（英語版）
- KCQB – Chandler地域空港（英語版） – Chandler（英語版）
- KCQC - Moriarty Municipal Airport - Moriarty, New Mexico（英語版）
- KCQF – H. L. Sonny Callahan Airport（英語版） – Fairhope（英語版）
- KCQM – Cook Municipal Airport – Cook（英語版）
- KCQW (HCW) – Cheraw市営空港（英語版） – チェスターフィールド郡, サウスカロライナ州
- KCQX – チャタム市営空港（英語版） – チャタム, マサチューセッツ州
- KCRE (CRE) – Grand Strand Airport（英語版） – ノースマートルビーチ
- KCRG (CRG) – Craig市営空港（英語版） – ジャクソンビル, フロリダ州
- KCRO (CRO) – コーコラン空港（英語版） – コーコラン, カリフォルニア州
- KCRP (CRP) – コーパスクリスティ国際空港（英語版） – コーパスクリスティ, テキサス州
- KCRQ (CLD) – McClellan-Palomar Airport（英語版） – カールスバッド, カリフォルニア州
- KCRS – Corsicana市営空港（英語版） (C. David Campbell Field) – Corsicana, Texas（英語版）
- KCRT (CRT) – Z.M. Jack Stell Field（英語版） – Crossett（英語版）
- KCRW (CRW) – イェーガー空港 – チャールストン, ウェストバージニア州
- KCRX (CRX) – Roscoe Turner Airport（英語版） – コリンス
- KCRZ – Corning Municipal Airport (Iowa)（英語版） – Corning（英語版）
- KCSB – ケンブリッジ市営空港 – ケンブリッジ（英語版）
- KCSG (CSG) – コロンバス空港 – コロンバス, ジョージア州
- KCSM (CSM) – Clinton-Sherman Airport（英語版） – クリントン（英語版）
- KCSQ (CSQ) – Creston市営空港（英語版） – Creston（英語版）
- KCSV (CSV) – Crossville Memorial Airport (Whitson Field) – Crossville, Tennessee（英語版）
- KCTB (CTB) – Cut Bank市営空港（英語版） – Cut Bank（英語版）
- KCTJ – West Georgia地域空港（英語版） (O.V. Gray Field) – Carrollton, Georgia（英語版）
- KCTK – Ingersoll Airport（英語版） – Canton（英語版）
- KCTY (CTY) – Cross City Airport（英語版） – Cross City（英語版）
- KCTZ (CTZ) – Sampson郡空港（英語版） – クリントン（英語版）
- KCUB (CUB) – Columbia Owens Downtown Airport（英語版） – コロンビア, サウスカロライナ州
- KCUH – Cushing市営空港（英語版） – Cushing（英語版）
- KCUL – Carmi Municipal Airport – Carmi（英語版）
- KCUT – Custer County Airport – Custer（英語版）
- KCVG (CVG) – シンシナティ・ノーザンケンタッキー国際空港 – Hebron（英語版） (シンシナティ、コビントン近郊)
- KCVH (HLI) – ホリスター市営空港（英語版） – ホリスター, カリフォルニア州
- KCVK – Sharp County地域空港（英語版） – Ash Flat（英語版）
- KCVN (CVN) – クローヴィス市営空港（英語版） – クローヴィス, ニューメキシコ州
- KCVO (CVO) – コーバリス市営空港（英語版） – コーバリス, オレゴン州
- KCVS (CVS) – キャノン空軍基地 – クローヴィス, ニューメキシコ州
- KCVX – Charlevoix市営空港（英語版） – Charlevoix（英語版）
- KCWA (CWA) – Central Wisconsin Airport（英語版） – Mosinee（英語版）
- KCWC - Kickapoo Downtown Airpark - ウィチタフォールズ, テキサス州
- KCWF (CWF) – Chennault国際空港（英語版） – レイクチャールズ
- KCWI – クリントン市営空港（英語版） – クリントン（英語版）
- KCWS – Dennis F. Cantrell Field（英語版） – Conway（英語版）
- KCWV – Claxton-Evans County Airport – Claxton（英語版）
- KCXE – Chase City Municipal Airport – Chase City（英語版）
- KCXL (CXL) – Calexico国際空港（英語版） – Calexico（英語版）
- KCXO (CXO) – Lone Star Executive Airport（英語版） – ヒューストン
- KCXP (CXP) – カーソンシティ空港（英語版） – カーソンシティ, ネバダ州
- KCXU – Camilla-Mitchell County Airport – Camilla（英語版）
- KCXY (HAR) – Capital City Airport (Pennsylvania)（英語版） – ハリスバーグ, ペンシルベニア州
- KCYO – Pickaway County Memorial Airport – Circleville（英語版）
- KCYS (CYS) – シャイアン空港 (Jerry Olson Field) – シャイアン, ワイオミング州
- KCYW – Clay Center市営空港（英語版） – Clay Center（英語版）
- KCZD – Cozad Municipal Airport – Cozad（英語版）
- KCZG (CZG) – Tri-Cities Airport (New York)（英語版） – エンディコット, ニューヨーク州
- KCZK (CZK) – Cascade Locks State Airport（英語版） – Cascade Locks（英語版）
- KCZL – Tom B. David Field（英語版） – Calhoun（英語版）
- KCZT – Dimmit County Airport – Carrizo Springs（英語版）

### KD
- KDAA (DAA) – Davison Army Airfield（英語版） – Fort Belvoir（英語版）
- KDAB (DAB) – デイトナビーチ国際空港 – デイトナビーチ
- KDAF – Necedah Airport（英語版） – Necedah（英語版）
- KDAG – Barstow-Daggett Airport（英語版） – Daggett（英語版）
- KDAL (DAL) – ダラス・ラブフィールド空港 – ダラス
- KDAN (DAN) – ダンビル地域空港（英語版） – ダンビル, バージニア州
- KDAW – Skyhaven Airport (New Hampshire)（英語版） – ロチェスター, ニューハンプシャー州
- KDAY (DAY) – James M. Cox国際空港（英語版） – デイトン, オハイオ州
- KDBN – W. H. 'Bud' Barron Airport（英語版） – ダブリン, ジョージア州
- KDBQ (DBQ) – ダビューク地域空港（英語版） – ダビューク, アイオワ州
- KDCA (DCA) – ロナルド・レーガン・ワシントン・ナショナル空港 – アーリントン郡, バージニア州 (ワシントンD.C.近郊)
- KDCU – Pryor Field地域空港（英語版） – ディケーター, アラバマ州
- KDCY – Daviess郡空港（英語版） – ワシントン（英語版）
- KDDC (DDC) – Dodge City地域空港（英語版） – ドッジシティ
- KDDH – William H. Morse State Airport（英語版） – ベニントン, バーモント州
- KDEC (DEC) – ディケーター空港（英語版） – ディケーター, イリノイ州
- KDED – DeLand市営空港（英語版） (Sidney H. Taylor Field) – DeLand, Florida（英語版）
- KDEH – Decorah市営空港（英語版） – Decorah（英語版）
- KDEN (DEN) – デンバー国際空港 (replaced ステープルトン国際空港) – デンバー
- KDEQ (DEQ) – J. Lynn Helms Sevier郡空港（英語版） – De Queen（英語版）
- KDET (DET) – Coleman A. Young市営空港（英語版） – デトロイト
- KDEW – Deer Park Airport（英語版） – Deer Park（英語版）
- KDFI – ディファイアンス記念空港（英語版） – ディファイアンス, オハイオ州
- KDFW (DFW) – ダラス・フォートワース国際空港 – ダラス & フォートワース
- KDGL (DGL) – ダグラス市営空港（英語版） – ダグラス（英語版）
- KDGW (DGW) – コンバース郡空港（英語版） – ダグラス（英語版）
- KDHN (DHN) – ドーサン地域空港（英語版） – ドーサン, アラバマ州
- KDHT – Dalhart市営空港（英語版） – Dalhart（英語版）
- KDIK (DIK) – Theodore Roosevelt地域空港（英語版） – Dickinson（英語版）
- KDIJ - Driggs-Reed Memorial Airport（英語版） - Driggs, Idaho（英語版）
- KDKB – DeKalb Taylor市営空港（英語版） – DeKalb（英語版）
- KDKK – Chautauqua County/Dunkirk Airport（英語版） – Dunkirk（英語版）
- KDKR (DKR) – Houston County Airport (Texas)（英語版） – Crockett（英語版）
- KDKX – Knoxville Downtown Island Airport（英語版） – ノックスビル, テネシー州
- KDLC – Dillon郡空港（英語版） – Dillon（英語版）
- KDLF (DLF) – ラフリン空軍基地（英語版） – デル・リオ, テキサス州
- KDLH (DLH) – ダルース国際空港 – ダルース, ミネソタ州
- KDLL – Baraboo-Wisconsin Dells Airport（英語版） – Baraboo（英語版）
- KDLN – Dillon Airport（英語版） – Dillon（英語版）
- KDLO – Delano市営空港（英語版） – Delano（英語版）
- KDLS (DLS) – Columbia Gorge地域空港（英語版） (The Dalles Municipal Airport) – The Dalles, Oregon（英語版）
- KDLZ (DLZ) – デラウェア市営空港 – デラウェア, オハイオ州; Dale Mabry Field（英語版） (1928–1961) – タラハシー, フロリダ州
- KDMA (DMA) – デビスモンサン空軍基地 – ツーソン, アリゾナ州
- KDMN (DMN) – デミング市営空港（英語版） – デミング, ニューメキシコ州
- KDMO (DMO) – Sedalia Memorial Airport（英語版） – Sedalia（英語版）
- KDMW – Carroll County地域空港（英語版） (Jack B. Poage Field) – ウェストミンスター
- KDNL – Daniel Field（英語版） – オーガスタ, ジョージア州
- KDNN – Dalton市営空港（英語版） – Dalton（英語版）
- KDNS – Denison市営空港（英語版） – Denison（英語版）
- KDNV (DNV) – Vermilion郡空港（英語版） – ダンビル, イリノイ州
- KDOV (DOV) – ドーバー空軍基地 – ドーバー, デラウェア州
- KDPA – Dupage Airport（英語版） – West Chicago（英語版）
- KDPG – Michael Army Airfield（英語版） – ダグウェイ実験場, ユタ州
- KDPL – Duplin郡空港（英語版） – Kenansville（英語版）
- KDQH – ダグラス市営空港（英語版） – ダグラス（英語版）
- KDRA – Desert Rock Airport（英語版） – Mercury（英語版）
- KDRI (DRI) – Beauregard地域空港（英語版） – De Ridder（英語版）
- KDRO – Durango-La Plata郡空港（英語版） – デュランゴ, コロラド州
- KDRT – デル・リオ国際空港（英語版） – デル・リオ, テキサス州
- KDRU – Drummond Airport – Drummond（英語版）
- KDSM (DSM) – デモイン国際空港 – デモイン, アイオワ州
- KDSV – Dansville市営空港（英語版） – Dansville（英語版）
- KDTA – Delta市営空港（英語版） – Delta（英語版）
- KDTG – Dwight Airport – Dwight（英語版）
- KDTL (DTL) – Detroit Lakes Airport（英語版） (Wething Field) – Detroit Lakes, Minnesota（英語版）
- KDTN (DTN) – Shreveport Downtown Airport（英語版） – シュリーブポート
- KDTO – デントン市営空港（英語版） – デントン, テキサス州
- KDTS – Destin-Fort Walton Beach Airport（英語版） – Destin（英語版）
- KDTW (DTW) – デトロイト・メトロポリタン・ウェイン・カウンティ空港 – Romulus（英語版） (デトロイト近郊)
- KDUA (DUA) – Eaker Field（英語版） – Durant（英語版）
- KDUC – Halliburton Field (airport)（英語版） – Duncan（英語版）
- KDUG – Bisbee-Douglas国際空港（英語版） – Bisbee（英語版） / ダグラス（英語版）
- KDUH – Toledo Suburban Airport（英語版） – Lambertville（英語版）
- KDUJ (DUJ) – ドゥボイズ地域空港（英語版） (formerly DuBois-Jefferson County Airport) – ドゥボイズ
- KDUX (DUX) – Moore County Airport (Texas)（英語版） – Dumas（英語版）
- KDVK – Stuart Powell Field（英語版） – Danville（英語版）
- KDVL (DVL) – Devils Lake市営空港（英語版） – Devils Lake（英語版）
- KDVN – ダベンポート市営空港（英語版） – ダベンポート, アイオワ州
- KDVO – Gnoss Field（英語版） – Novato（英語版）
- KDVP – Slayton Municipal Airport – Slayton（英語版）
- KDVT – フェニックス・ディアー・バレー空港 – フェニックス, アリゾナ州
- KDWH – David Wayne Hooks Memorial Airport（英語版） – Spring（英語版）
- KDWU – Ashland-Boyd郡空港（英語版） – アシュランド, ケンタッキー州
- KDXE – Dexter Municipal Airport – Dexter（英語版）
- KDXR – ダンベリー市営空港（英語版） – ダンベリー
- KDXX – Lac qui Parle郡空港（英語版） – マディソン（英語版）
- KDXZ – セントジョージ市営空港（英語版） – セントジョージ, ユタ州
- KDYA (DYA) – デモポリス市営空港（英語版） – Demopolis（英語版）
- KDYB (DYB) – サマービル空港（英語版） – サマービル
- KDYL – Doylestown Airport（英語版） – Doylestown（英語版）
- KDYR (DYR) – Dyersburg地域空港（英語版） – Dyersburg（英語版）
- KDYS (DYS) – ダイエス空軍基地 – アビリーン, テキサス州
- KDYT – Sky Harbor Airport (KDYT) – ダルース, ミネソタ州
- KDZJ (DZJ) – Blairsville Airport（英語版） – Blairsville（英語版）

### KE
- KEAG – Eagle Grove Municipal Airport – Eagle Grove（英語版）
- KEAN (EAN) – Phifer Airfield – ウィートランド, ワイオミング州
- KEAR (EAR) – カーニー地域空港（英語版） – カーニー, ネブラスカ州
- KEAT – Pangborn Memorial Airport（英語版） – ワナッチー, ワシントン州
- KEAU (EAU) – Chippewa Valley地域空港（英語版） – オークレア, ウィスコンシン州
- KEBG (EBG) – South Texas International Airport at Edinburg（英語版） – エディンバーグ, テキサス州
- KEBS – Webster City市営空港（英語版） – Webster City（英語版）
- KECG (ECG) – Elizabeth City-Pasquotank County地域空港（英語版） / Elizabeth City Coast Guard Air Station（英語版） – エリザベスシティ
- KECS (ECS) – Mondell Field – Newcastle（英語版）
- KECU – Edwards County Airport – ロックスプリングス, テキサス州
- KEDC – Austin Executive Airport（英語版） – オースティン, テキサス州
- KEDE (EDE) – Northeastern地域空港（英語版） – Edenton（英語版）
- KEDG – Weide Army Airfield – アバディーン性能試験場, アバディーン性能試験場, メリーランド州
- KEDJ (EDJ) – Bellefontaine地域空港（英語版） – Bellefontaine（英語版）
- KEDN – Enterprise Municipal Airport (Alabama)（英語版） – Enterprise（英語版）
- KEDU - University Airport（英語版） - デイビス, カリフォルニア州
- KEDW (EDW) – エドワーズ空軍基地 – ランカスター, カリフォルニア州
- KEED – Needles Airport（英語版） – Needles（英語版）
- KEEN (EEN) – Dillant-Hopkins Airport（英語版） – キーン
- KEEO – Meeker Airport – Meeker（英語版）
- KEET – シェルビー（英語版） – Alabaster（英語版）
- KEFC – Belle Fourche Municipal Airport – Belle Fourche（英語版）
- KEFD – Ellington Field（英語版） – ヒューストン
- KEFK – ニューポート空港（英語版） – ニューポート
- KEFT – モンロー市営空港（英語版） – モンロー（英語版）
- KEFW – ジェファーソン市営空港 – ジェファーソン（英語版）
- KEGE (EGE) – Eagle County地域空港（英語版） – Eagle（英語版） (Vail, Colorado（英語版）近郊)
- KEGI – Duke Field（英語版） (Eglin Auxiliary Field 3) – Crestview, Florida（英語版）
- KEGQ – Emmetsburg Municipal Airport – Emmetsburg（英語版）
- KEGT – Wellington市営空港（英語版） – Wellington（英語版）
- KEGV – Eagle River Union Airport（英語版） – Eagle River（英語版）
- KEHA – Elkhart-Morton郡空港（英語版） – Elkhart（英語版）
- KEHO (EHO) – シェルビー市営空港（英語版） – シェルビー
- KEHR – Henderson City-County Airport（英語版） – ヘンダーソン, ケンタッキー州
- KEIK – Erie市営空港（英語版） – Erie（英語版）
- KEIW – County Memorial Airport – New Madrid（英語版）
- KEKA (EKA) – Murray Field（英語版） – ユーレカ, カリフォルニア州
- KEKM – Elkhart市営空港（英語版） – Elkhart（英語版）
- KEKN (EKN) – Elkins-Randolph County Airport (Jennings Randolph Field) – エルキンズ
- KEKO (EKO) – Elko地域空港（英語版） – Elko（英語版）
- KEKQ – Wayne County Airport (Kentucky)（英語版） – モンティチェロ
- KEKX – Addington Field（英語版） – エリザベスタウン, ケンタッキー州
- KEKY – Bessemer Airport（英語版） – Bessemer（英語版）
- KELA – Eagle Lake Airport – Eagle Lake（英語版）
- KELD (ELD) – South Arkansas Regional Airport at Goodwin Field（英語版） – El Dorado（英語版）
- KELK (ELK) – Elk City Municipal Airport – Elk City（英語版）
- KELM (ELM) – エルマイラ/コーニング地域空港（英語版） – Big Flats (town)（英語版） (エルマイラ & コーニング近郊)
- KELN – Bowers Field（英語版） – エレンズバーグ, ワシントン州
- KELO (ELO) – Ely市営空港（英語版） – Ely（英語版）
- KELP (ELP) – エルパソ国際空港 – エルパソ, テキサス州
- KELY – Ely Airport（英語版） – Ely（英語版）
- KELZ – Wellsville市営空港（英語版） – Wellsville (town)（英語版）
- KEMM (EMM) – Kemmerer市営空港（英語版） – Kemmerer（英語版）
- KEMP – エンポリア市営空港（英語版） – エンポリア, カンザス州
- KEMT – El Monte Airport（英語版） – エルモンテ, カリフォルニア州
- KEMV – エンポリア＝グリーンビル地域空港 – エンポリア, バージニア州
- KEND (END) – ヴァンス空軍基地（英語版） – イーニド, オクラホマ州
- KENL – Centralia Municipal Airport – Centralia（英語版）
- KENV – Wendover Airport（英語版） – Wendover（英語版）
- KENW (ENW) – ケノーシャ地域空港（英語版） – ケノーシャ, ウィスコンシン州
- KEOK – Keokuk市営空港（英語版） – Keokuk（英語版）
- KEOP – パイク郡空港（英語版） – Waverly（英語版）
- KEOS – Neosho Hugh Robinson Airport（英語版） – Neosho（英語版）
- KEPG – Browns Airport – Weeping Water（英語版）
- KEPH – Ephrata市営空港（英語版） – Ephrata（英語版）
- KEPM – イーストポート市営空港（英語版） – イーストポート
- KEQA – Captain Jack Thomas/El Dorado Airport（英語版） – El Dorado（英語版）
- KEQY (EQY) – モンロー地域空港（英語版） – モンロー
- KERI (ERI) – エリー国際空港（英語版） (Tom Ridge Field) – エリー, ペンシルベニア州
- KERR – Errol Airport – Errol（英語版）
- KERV – Kerrville市営空港（英語版） (Louis Schreiner Field) – Kerrville, Texas（英語版）
- KERY (ERY) – Luce郡空港（英語版） – Newberry（英語版）
- KESC – Delta郡空港（英語版） – Escanaba（英語版）
- KESF (ESF) – Esler地域空港（英語版） – アレクサンドリア
- KESN (ESN) – Easton/Newnam Field（英語版） – Easton（英語版）
- KEST – Estherville Municipal Airport – Estherville（英語版）
- KESW – Easton State Airport（英語版） – Easton（英語版）
- KETB – ウエストベンド市営空港（英語版） – ウエストベンド, ウィスコンシン州
- KETC – Tarboro-Edgecombe Airport – ターボロ
- KETN – Eastland Municipal Airport – Eastland（英語版）
- KEUF (EUF) – Weedon Field（英語版） – Eufaula（英語版）
- KEUG (EUG) – ユージーン空港（英語版） – ユージーン, オレゴン州
- KEUL – Caldwell Industrial Airport（英語版） – コールドウェル, アイダホ州
- KEVB – New Smyrna Beach市営空港（英語版） – New Smyrna Beach（英語版）
- KEVM – Eveleth-Virginia Municipal Airport – Eveleth（英語版）
- KEVU (EVU) – ノースウエストミズーリ地域空港（英語版） – メリービル, ミズーリ州
- KEVV (EVV) – エバンズビル地域空港（英語版） – エバンズビル, インディアナ州
- KEVW (EVW) – Evanston-Uinta County Airport (Burns Field) – エバンストン, ワイオミング州
- KEVY – Summit Airport (Delaware)（英語版） – ミドルタウン
- KEWB (EWB) – ニューベッドフォード地域空港（英語版） – ニューベッドフォード, マサチューセッツ州
- KEWK – Newton City/County Airport（英語版） – ニュートン（英語版）, カンザス州
- KEWN (EWN) – Craven County地域空港（英語版） – ニューバーン
- KEWR (EWR) – ニューアーク・リバティー国際空港 – ニューアーク & エリザベス, ニュージャージー州
- KEXX (EXX) – Davidson郡空港（英語版） – レキシントン
- KEYE (EYE) – Eagle Creek Airpark（英語版） – インディアナポリス
- KEYF – Curtis L. Brown Jr. Field（英語版） – エリザベスタウン（英語版）
- KEYQ – Weiser Air Park（英語版） – ヒューストン
- KEYW (EYW) – キーウェスト国際空港 – キーウェスト
- KEZF – Shannon Airport (Virginia) – フレデリックスバーグ, バージニア州
- KEZI – Kewanee Municipal Airport – Kewanee（英語版）
- KEZM – Heart of Georgia地域空港（英語版） – Eastman（英語版）
- KEZS (EZS) – Shawano市営空港（英語版） – Shawano（英語版）
- KEZZ – キャメロン記念空港（英語版） – キャメロン（英語版）

### KF
- KFAF – Felker Army Airfield – Fort Eustis（英語版）
- KFAM – Farmington Regional Airport – Farmington（英語版）
- KFAR (FAR) – ヘクター国際空港 – ファーゴ, ノースダコタ州
- KFAT (FAT) – フレズノ・ヨセミテ国際空港 – フレズノ
- KFAY (FAY) – ファイエットビル地域空港（英語版） (Grannis Field) – ファイエットビル, ノースカロライナ州
- KFBG (FBG) – Simmons Army Airfield（英語版） – Fort Bragg（英語版）
- KFBL – Faribault Municipal Airport – Faribault（英語版）
- KFBR (FBR) – Fort Bridger Airport – Fort Bridger（英語版）
- KFBY – Fairbury Municipal Airport – Fairbury（英語版）
- KFCA – Glacier Park国際空港（英語版） – カリスペル
- KFCH – Fresno Chandler Executive Airport（英語版） – フレズノ
- KFCI – チェスターフィールド郡空港（英語版） – リッチモンド, バージニア州
- KFCM – Flying Cloud Airport（英語版） – ミネアポリス
- KFCS – Butts Army Airfield (Fort Carson) – Fort Carson, Colorado（英語版）
- KFCT – Vagabond Army Airfield（英語版） – ヤキマ, ワシントン州
- KFCY – Forrest City市営空港（英語版） – Forrest City（英語版）
- KFDK – フレデリック市営空港（英語版） – フレデリック, メリーランド州
- KFDR (FDR) – フレデリック市営空港（英語版） – フレデリック（英語版）, オクラホマ州
- KFDW – Fairfield County Airport (South Carolina)（英語版） – Winnsboro（英語版）
- KFDY – フィンドレー空港（英語版） – フィンドレー, オハイオ州
- KFEP – Albertus Airport – Freeport（英語版）
- KFES – Festus Memorial Airport（英語版） – Festus（英語版）
- KFET – Fremont Municipal Airport (Nebraska)（英語版） – フリーモント, ネブラスカ州
- KFEW (FEW) – フランシス E.ワーレン空軍基地 - シャイアン, ワイオミング州
- KFFA – ファーストフライト空港 – キルデビルヒルズ
- KFFC – Falcon Field (Peachtree City, Georgia)（英語版） – ピーチツリーシティ
- KFFL – Fairfield Municipal Airport (Iowa)（英語版） – Fairfield（英語版）
- KFFM – Fergus Falls市営空港（英語版） (Einar Mickelson Field) – Fergus Falls, Minnesota（英語版）
- KFFO (FFO) – ライト・パターソン空軍基地 – デイトン, オハイオ州
- KFFT – Capital City Airport (Kentucky)（英語版） – フランクフォート, ケンタッキー州
- KFFZ (FFZ) – Falcon Field (Arizona)（英語版） – メサ, アリゾナ州
- KFGX – Fleming-Mason Airport（英語版） – Flemingsburg（英語版）
- KFHB – Fernandina Beach市営空港（英語版） – Fernandina Beach（英語版）
- KFHR – Friday Harbor Airport（英語版） – Friday Harbor（英語版）
- KFHU (FHU) – シエラビスタ市営空港（英語版） / Libby Army Airfield（英語版） – Fort Huachuca（英語版） / シエラビスタ, アリゾナ州
- KFIG – Clearfield-Lawrence Airport（英語版） – Clearfield（英語版）
- KFIT (FIT) – フィッチバーグ市営空港（英語版） – フィッチバーグ
- KFKA – Fillmore郡空港（英語版） – Preston（英語版）
- KFKL (FKL) – Venango地域空港（英語版） – フランクリン（英語版）, ペンシルベニア州
- KFKN – フランクリン市営空港（英語版） (John Beverly Rose Field) – フランクリン, バージニア州
- KFKR – Frankfort市営空港（英語版） – Frankfort（英語版）
- KFKS (FKS) – Frankfort Dow Memorial Field（英語版） – Frankfort（英語版）
- KFLD – フォンデュラク郡空港（英語版） – フォンデュラク, ウィスコンシン州
- KFLG (FLG) – Flagstaff Pulliam Airport（英語版） – フラッグスタッフ, アリゾナ州
- KFLL (FLL) – フォートローダーデール・ハリウッド国際空港 – フォートローダーデール / ハリウッド, フロリダ州
- KFLO (FLO) – フローレンス地域空港（英語版） – フローレンス
- KFLP – Marion County地域空港（英語版） – Flippin（英語版）
- KFLV (FLV) – Sherman Army Airfield（英語版） – レブンワース砦
- KFLX – Fallon市営空港（英語版） – Fallon（英語版）
- KFLY – Meadow Lake Airport (Colorado)（英語版） – コロラドスプリングス
- KFME (FME) – Tipton Airport（英語版） – Fort Meade（英語版） / Odenton, Maryland（英語版）
- KFMH – Otis Air National Guard Base（英語版） – ファルマス, マサチューセッツ州
- KFMM – Fort Morgan市営空港（英語版） – Fort Morgan（英語版）
- KFMN – Four Corners地域空港（英語版） – Farmington（英語版）
- KFMY (FMY) – Page Field（英語版） – フォートマイヤーズ
- KFMZ – Fairmont State Airfield（英語版） – Fairmont（英語版）
- KFNB – Brenner Field（英語版） – Falls City（英語版）
- KFNL – Fort Collins-Loveland市営空港（英語版） – フォート・コリンズ / Loveland, Colorado（英語版）, コロラド州
- KFNT (FNT) – ビショップ国際空港（英語版） – フリント, ミシガン州
- KFOA – Flora市営空港（英語版） – Flora（英語版）
- KFOD (FOD) – Fort Dodge地域空港（英語版） – Fort Dodge（英語版）
- KFOE (FOE) – Forbes Field (Kansas)（英語版） – トピカ, カンザス州
- KFOK – Francis S. Gabreski Airport（英語版） – Westhampton Beach（英語版）
- KFOM – Fillmore市営空港（英語版） – Fillmore（英語版）
- KFOT – Rohnerville Airport（英語版） – フォーチュナ, カリフォルニア州
- KFOZ – Bigfork Municipal Airport – Bigfork（英語版）
- KFPK (FPK) – Fitch H. Beach Airport（英語版） – Charlotte（英語版）
- KFPR (FPR) – St. Lucie County国際空港（英語版） – Fort Pierce（英語版）
- KFQD – Rutherford County Airport (Marchman Field) – Rutherfordton, North Carolina（英語版）
- KFRG (FRG) – Republic Airport（英語版） – East Farmingdale（英語版）
- KFRH – French Lick市営空港（英語版） – French Lick（英語版）
- KFRI (FRI) – Marshall Army Airfield（英語版） – Fort Riley（英語版） / Junction City, Kansas（英語版）
- KFRM – Fairmont Municipal Airport (Minnesota)（英語版） – Fairmont（英語版）
- KFRR – Front Royal-Warren郡空港（英語版） – Front Royal（英語版）
- KFSD (FSD) – スーフォールズ地域空港 (Joe Foss Field) – スーフォールズ
- KFSE – Fosston Municipal Airport – Fosston（英語版）
- KFSI (FSI) – Henry Post Army Airfield（英語版） – Fort Sill（英語版） / ロートン, オクラホマ州
- KFSK – Fort Scott市営空港（英語版） – Fort Scott（英語版）
- KFSM (FSM) – フォートスミス地域空港（英語版） – フォートスミス, アーカンソー州
- KFSO – フランクリン郡州空港（英語版） – Highgate（英語版）
- KFST – Fort Stockton-Pecos郡空港（英語版） – Fort Stockton（英語版）
- KFSU – フォートサムナー市営空港（英語版） – フォートサムナー
- KFSW – フォートマディソン市営空港 – フォートマディソン（英語版）
- KFTG – Front Range Airport（英語版） – オーロラ, コロラド州
- KFTK (FTK) – Godman Army Airfield（英語版） – Fort Knox（英語版）, ケンタッキー州
- KFTT – Elton Hensley Memorial Airport – Fulton（英語版）
- KFTW (FTW) – Fort Worth Meacham国際空港（英語版） – フォートワース
- KFTY (FTY) – Fulton County Airport (Georgia)（英語版） (Brown Field) – アトランタ
- KFUL – フラートン市営空港（英語版） – フラートン, カリフォルニア州
- KFVE (FVE) – Northern Aroostook地域空港（英語版） – Frenchville（英語版）
- KFVX – Farmville Regional Airport – Farmville（英語版）
- KFWA (FWA) – フォートウェイン国際空港（英語版） – フォートウェイン
- KFWC – Fairfield Municipal Airport (Illinois)（英語版） – Fairfield（英語版）
- KFWN – サセックス空港（英語版） – サセックス（英語版）
- KFWQ (FWQ) – Rostraver Airport（英語版） – Monongahela（英語版） (suburb of ピッツバーグ)
- KFWS – Fort Worth Spinks Airport（英語版） – フォートワース
- KFXE – Fort Lauderdale Executive Airport（英語版） – フォートローダーデール
- KFXY – Forest City市営空港（英語版） – Forest City（英語版）
- KFYE – Fayette County Airport (Tennessee)（英語版） – サマービル（英語版）, テネシー州
- KFYJ (FYJ) – Middle Peninsula Regional Airport – West Point（英語版）
- KFYM – Fayetteville Municipal Airport (Tennessee)（英語版） – Fayetteville（英語版）
- KFYV (FYV) – Drake Field（英語版） – フェイエットビル, アーカンソー州
- KFZG – Fitzgerald Municipal Airport – Fitzgerald（英語版）
- KFZI – Fostoria Metropolitan Airport（英語版） – Fostoria（英語版）
- KFZY – Oswego郡空港（英語版） – Fulton（英語版）